# 埃德米森
埃德米森是德国下萨克森州的一个市镇。总面积103.67平方公里，总人口12339人，其中男性6062人，女性6277人（2011年12月31日），人口密度119人/平方公里。